# Holopogon mica
Holopogon mica är en tvåvingeart som beskrevs av Martin 1967. Holopogon mica ingår i släktet Holopogon och familjen rovflugor.
Artens utbredningsområde är Arizona. Inga underarter finns listade i Catalogue of Life.